# Alçabulaq
Alçabulaq (anteriormente Sokhuldzhan) é uma aldeia e município de Yardymli, Azerbaijão. Tem uma população de 820 habitantes.